# Université de Richmond

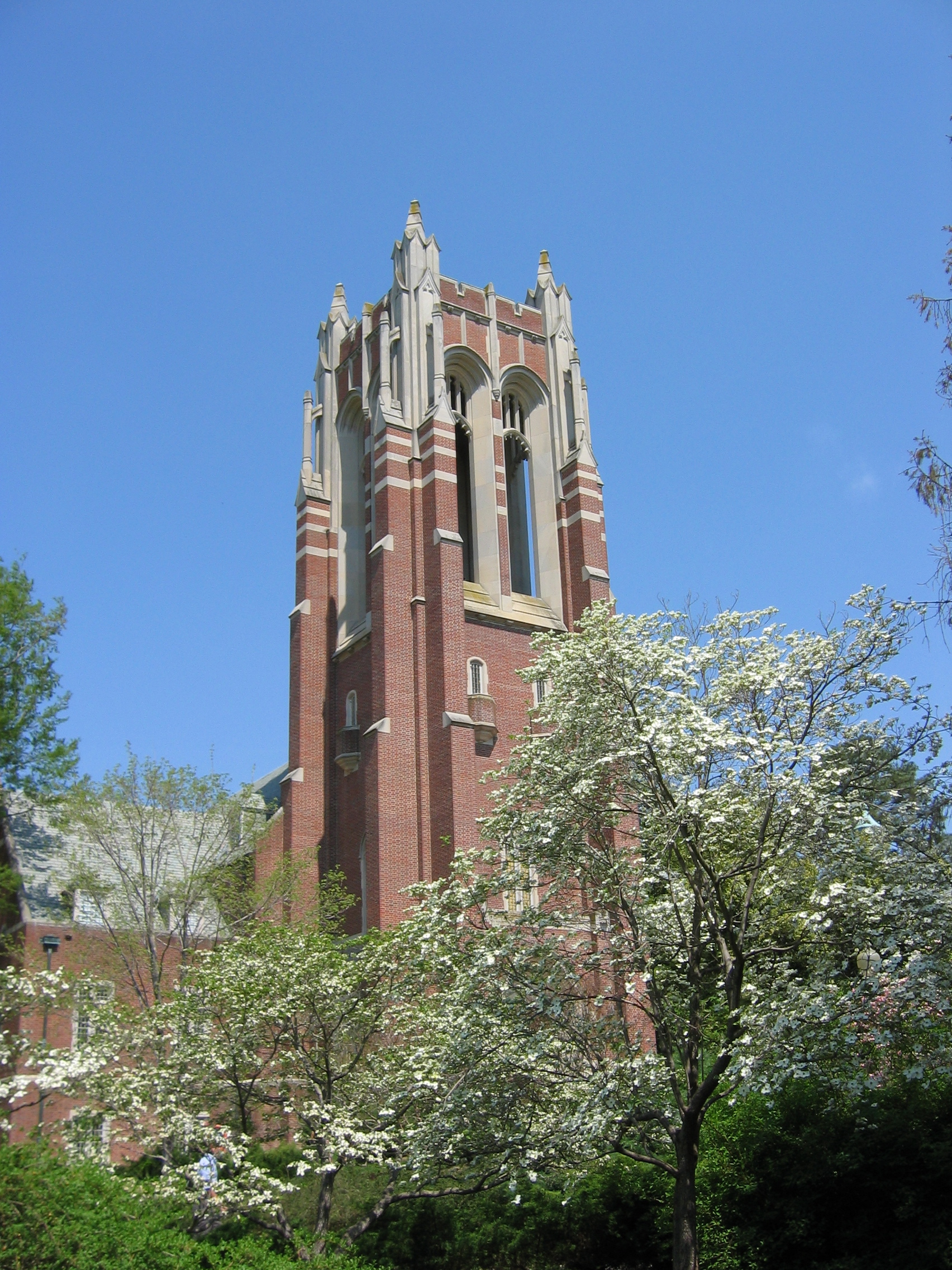
Clocher historique de la bibliothèque de l'université.

L’université de Richmond (UR or U of R) est une université privée américaine située à Richmond (Virginie). Ses 4 350 étudiants se répartissent en cinq instituts : Institut des Arts and Sciences, École de commerce E. Claiborne Robins, Institut de management Jepson, faculté de droit et École de formation continue.

## Histoire
L’université de Richmond a vu le jour à l'initiative du consistoire baptiste de Virginie le 8 juin 1830, qui cherchait à former des pasteurs possédant une solide culture humaniste. Faute de crédits, le séminaire baptiste de Virginie n'ouvrit ses portes (dans un ancien corps de ferme) que le 1er juillet 1832, et sa direction fut confiée à Robert Ryland (1805–1899), diplômé de Columbian College. On y prodiguait des cours de latin, de grec et de mathématiques, sans cependant délaisser les activités manuelles : quotidiennement, les étudiants devaient travailler trois à quatre heures à la ferme. Le président Ryland y voyait un moyen d’améliorer la constitution des élèves, tout en diminuant les coûts et en entretenant chez les novices l'humilité requise par le ministère public. Mais très vite, le succès de l'établissement fit abandonner la ferme et la Société baptiste pour l'Instruction racheta l'exploitation de Haxall, qui comportait plusieurs corps de logis en brique ; mais l'établissement ne pouvait faire face à ses charges et, en tant que collège confessionnel, ne pouvait recevoir de subventions publiques ; les autorités déposèrent donc vers 1840 une demande de statut de collège d'arts libéraux.
Lorsque Richmond College ouvrit ses portes, le 2 janvier 1843, ses trois professeurs accueillaient 68 étudiants, et sa bibliothèque ne comportait encore que 700 volumes. Au cours de la guerre de Sécession, toute la promotion forma un régiment de l'armée confédérée. Ses locaux servaient de lazaret, avant de devenir une caserne pour les soldats de l'Union.  À l'issue du conflit, l'institution était ruinée et il fallut une donation de 5 000 $ de James Thomas pour qu'il puisse reprendre ses activités. La faculté de droit Williams fut inaugurée en 1870.
La grande bibliothèque de l'université, Boatwright Memorial Library, occupe avec son beffroi la plus haute colline du campus. Les espaces verts ont été aménagés en 1913 par Warren H. Manning sous la direction de Charles Gillette.
L'institution prit le nom d’Université de Richmond en 1920, l’université pour hommes conservant le nom de Richmond College.  La séparation des campus hommes et femmes s'est effacée au cours du XXe siècle, mais le découpage se retrouve dans le partage du campus entre Westhampton et Richmond.

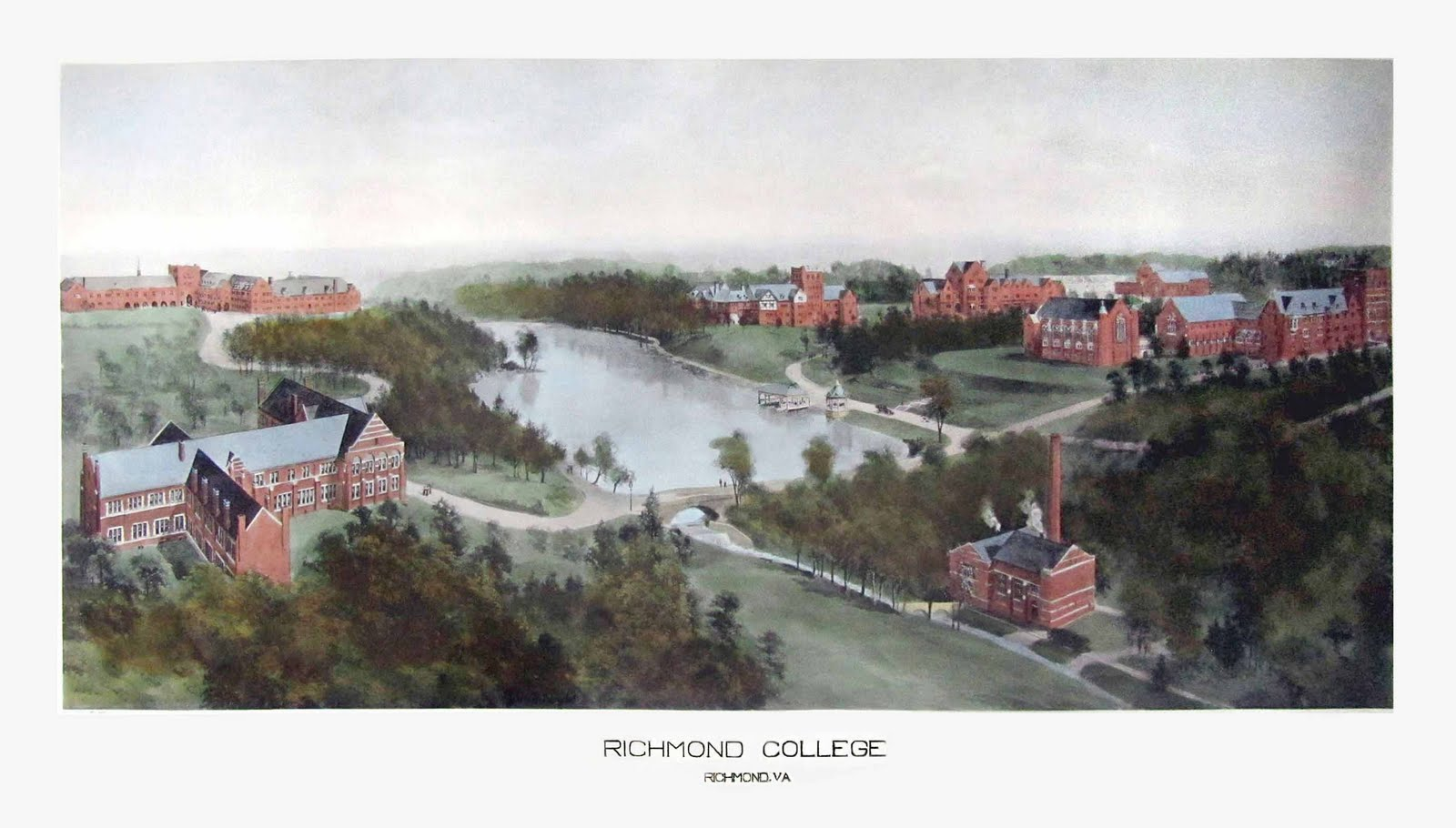
Le Richmond College en 1915, peu après le transfert vers les faubourgs ouest de Richmond. Rummell, Richard (1848-1924).

Au cours de la Seconde Guerre mondiale, Richmond était l'un des 131 établissements d'enseignement supérieur engagés dans le V-12 Navy College Training Program, une préparation militaire pour devenir officier dans la Marine.